# Liana Issakadze
Liana Issakadze, née le 2 août 1946 à Tbilissi (RSS de Géorgie, URSS) et morte le 5 juillet 2024 dans la même ville, est une violoniste et cheffe d'orchestre soviétique puis géorgienne et allemande. 
Elle figure dans l'encyclopédie 2000 Outstanding Musicians du Centre biographique international de Cambridge.

## Biographie
Enfant, Liana Issakadze suit les cours de violon au conservatoire de Tbilissi et participe en 1957 au 6e Festival international de musique à Moscou. En 1960, elle obtient le 2e prix des Jeunesses musicales soviétiques. Elle travaille avec David Oïstrakh et gagne en 1965 le 1er prix de violon au célèbre Concours international Marguerite-Long-Jacques-Thibaud à Paris, puis en 1970 le 1er prix au Concours international de violon Jean-Sibelius à Helsinki et le 2e prix au Concours international Tchaïkovski à Moscou,,.
Elle devient la plus jeune musicienne récipiendaire du Prix « Artiste du peuple de l'URSS ».
Sa carrière internationale est lancée, et acquiert en 1980 un nouveau visage lorsqu'elle prend la direction de l'Orchestre de chambre de Tbilissi, dont elle fait en quelques années l'une des principales formations soviétiques. Elle fonde en 1983 le festival de Pitsunda sur les bords de la mer Noire.  De 1990 à 1998, elle est en résidence avec son orchestre de chambre à Ingolstadt en Bavière. Elle y fonde en 1992 l'Académie David Oïstrakh d'instruments à cordes d'Ingolstadt. Elle donne de nombreuses classes de maître et participe à des jurys de concours. Elle fonde également plusieurs festivals, Night Serenades, Musicians Joking, et, sur les réseaux sociaux en 2011, l'orchestre Virtuosos of Facebook et le festival international Friends of Facebook.
Elle meurt le 5 juillet 2024 à l'âge de 78 ans, à Tbilissi.